# Mount Odin (Viktorialand)
Mount Odin ist ein rund 2100 m hoher Berg im ostantarktischen Viktorialand. Er ist der markanteste, wenngleich nicht der höchste Gipfel in der Asgard Range und ragt unmittelbar südlich des Vandasees auf.
Teilnehmer einer von 1958 bis 1959 durchgeführten Kampagne im Rahmen der neuseeländischen Victoria University’s Antarctic Expeditions benannten ihn nach Odin, Göttervater, Kriegs- und Totengott der nordischen Mythologie.